# Leopardfrosch
Der Leopardfrosch (Lithobates pipiens, Syn.: Rana pipiens) gehört innerhalb der Familie der Echten Frösche (Ranidae) zur Gattung der Lithobates.

## Beschreibung
Der Leopardfrosch erreicht eine Größe von fünf bis elf Zentimetern. Die Grundfärbung kann grün oder bräunlich sein. Auffällig ist die dunkle Fleckung seiner Oberseite. Er hält sich sehr gerne im Wasser auf und hat eine außerordentlich große Sprungkraft. Vom Auge bis zum Hinterleib verläuft beiderseits eine Hautkante, so genannte dorsolaterale Drüsenleisten. Die Trommelfelle sind gut sichtbar und liegen nahe hinter den Augen, wobei sie etwa die Größe des Augendurchmessers haben.

## Verbreitung und Lebensraum

Verbreitungsgebiet (2018)

Der Norden der USA und ein Großteil Kanadas, nördlich bis zur Hudson Bay, sind das Hauptverbreitungsgebiet, westlich  bis in die östlichen Teile von British Columbia, Washington und Oregon. An der Ostküste kommt er südlich bis ins nördliche Virginia vor, im Westen südlich bis New Mexico, Arizona, Colorado, Utah und auch in Teilen von Kalifornien und Nevada. 2012 wurde eine noch unbenannte Unterart auf Staten Island entdeckt.
Der Leopardfrosch bewohnt Feuchtbiotope und Landschaften in Wassernähe, bis in Höhen von 3350 Metern. Die dämmerungsaktiven Tiere halten während der kalten Monate eine Winterruhe.
Der Leopardfrosch ist Staatsamphibium der Bundesstaaten Vermont und Minnesota.

## Fortpflanzung und Individualentwicklung

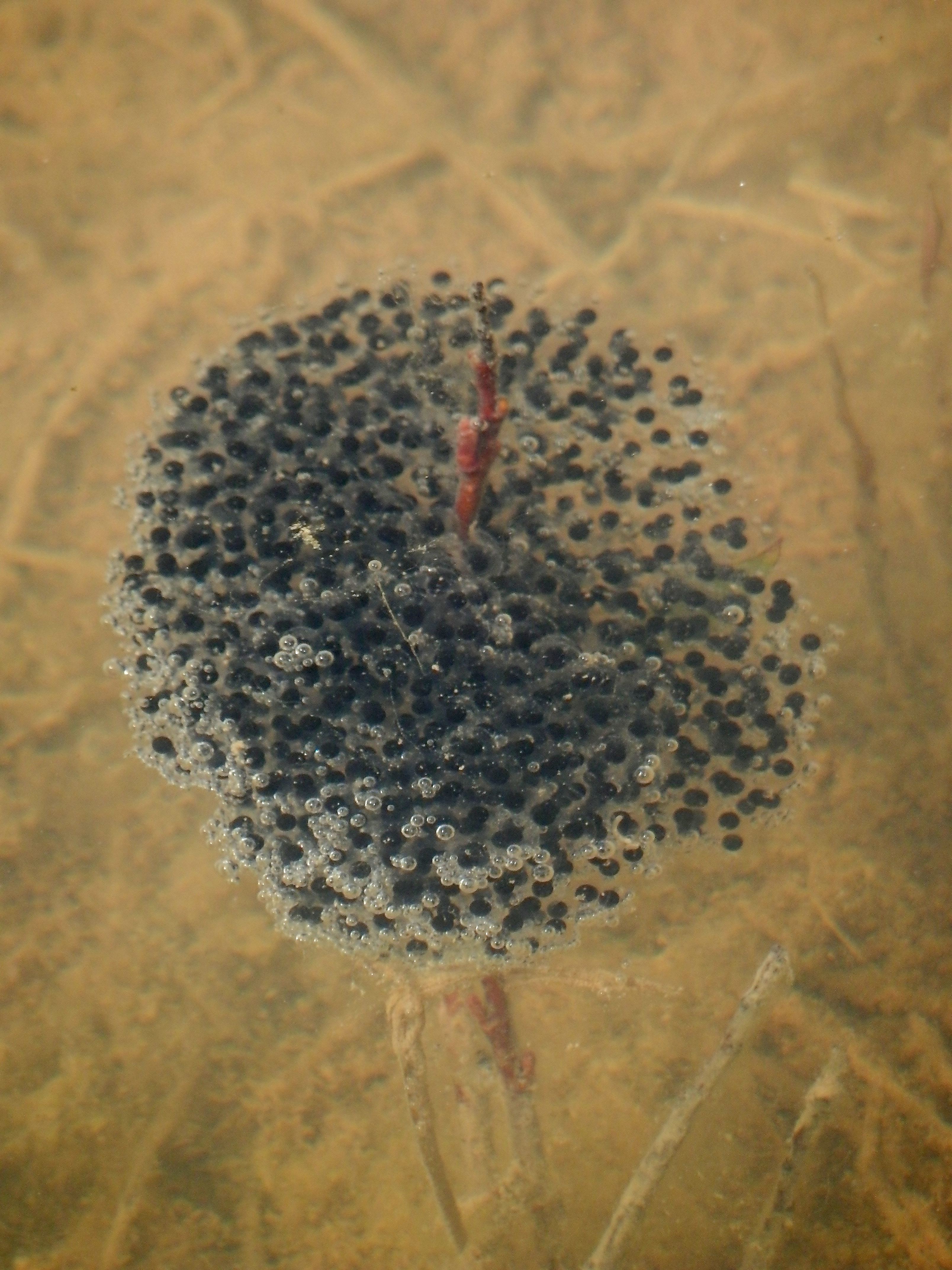
Leopardfrosch, Laichballen

Der Leopardfrosch erreicht die Geschlechtsreife mit zwei bis drei Jahren. Die Paarungszeit beginnt mit dem Ende der Winterruhe. Das Weibchen legt seinen Laich aus Klumpen mit bis zu 6500 Eiern im Flachwasser von Seen, Teichen und Kanälen ab, wobei dieser vom Männchen besamt wird.
Die Eier haben einen Durchmesser von etwa 1,7 Millimetern. Die Kaulquappen schlüpfen nach 10 bis 15 Tagen Embryonalentwicklung. Nach 80 bis 90 Tagen ist die Metamorphose zum Froschlurch abgeschlossen. Sie haben in Freiheit eine Lebenserwartung von rund sechs bis neun Jahren. In Gefangenschaft wurde schon ein Alter von 20 Jahren erreicht.

## Gefährdung
Bezogen auf sein Gesamtareal wird der Leopardfrosch als ungefährdet eingestuft. Regional wurden Bestände der Art u. a. durch Zerstörung der natürlichen Habitate, Belastung der Fortpflanzungsgewässer mit Pestiziden und kommerzielle Übernutzung dezimiert. Auch Konkurrenz und Fraßdruck durch (gebietsfremde) Ochsenfrösche kann einen Einfluss auf Populationen des Leopardfrosches haben.